# دیتر هرتسوک
دیتر هرتسوک (به آلمانی: Dieter Herzog) بازیکن فوتبال و هافبک اهل آلمان است که از سال ۱۹۷۴ میلادی عضو تیم ملی فوتبال آلمان بوده‌است. وی در ۵ بازی ملی حضور داشته است و آخرین بازی ملی خود را در سال ۱۹۷۴ میلادی انجام داد. دیتر هرتسوک در بازی‌های ملی‌اش گلی به ثمر نرساند.